# كاتارزينا بوياكيفيتش
كاتارزينا بوياكيفيتش (بالبولندية: Katarzyna Bujakiewicz)‏ (ولدت في 28 سبتمبر 1972 في بوزنان) ممثلة بولندية. اشتهرت عن مشاركتها في المسلسل البولندي نا دوبري إي نا زي (1999), بطولة فيلم جحيم , وظهورها في عام 2003 دور في فيلم حكاية قديمة: عندما كانت الشمس آلهة (2003) من إخراج جورج هوفمان.

## روابط خارجية
- كاتارزينا بوياكيفيتش على موقع IMDb (الإنجليزية)
- كاتارزينا بوياكيفيتش على موقع أول موفي (الإنجليزية)
- كاتارزينا بوياكيفيتش على موقع قاعدة بيانات الفيلم (الإنجليزية)